# Hans Bijlemans
Hans Bijlemans (1973) is een voormalig Belgische zwemmer gespecialiseerd in de vrije slag. Hij was ook actief in het reddend zwemmen en behaalde op de Wereldspelen in 1997 twee medailles in die discipline.
Hij had midden jaren 90 een tijdlang het Belgisch record op de 50m vrije slag in handen. In 1996 mocht hij als lid van het estafetteteam meereizen naar de Olympische Spelen in Atlanta. Na het forfait van Stefaan Maene werd echter besloten om niet deel te nemen aan de estafettenummers. Omdat Bijlemans de individuele limieten niet had gezwommen, kwam hij niet in actie op het toernooi. Vier jaar later, net voor de Olympische Spelen in Sydney had hij opnieuw de individuele limieten niet gehaald. Hij overwoog dan even om de Nederlandse nationaliteit aan te nemen om deel te kunnen nemen als lid van het Nederlandse estafetteteam.
Bijlemans woonde  tussen 2005 en 2015 in Qatar. Daar werkte hij onder andere voor de plaatselijke internationale zwemclub. Sinds september 2016 is hij hoofdtrainer en technisch directeur van de Lommelse zwemschool.

## Persoonlijke records
(Per 13 november 2017)

### Kortebaan
| Afstand        | Tijd  | Datum           | Plaats  |
| -------------- | ----- | --------------- | ------- |
| 50m vrije slag | 22,60 | 7 februari 1996 | Imperia |

### Langebaan
| afstand        | tijd  | datum       | plaats      |
| -------------- | ----- | ----------- | ----------- |
| 50m vrije slag | 23,29 | 25 mei 1996 | Monte Carlo |